# ۲۳ مهر
۲۳ مهر دویست و نهمین روز از سال در گاه‌شماری خورشیدی است. به پایان سال ۱۵۶ روز (۱۵۷ روز در سال کبیسه) باقی‌است.

## رویدادها
- ۳۶۶ - آغاز به کار رصدخانه دیلمی ایران به مدیریت ابوسهل کوهی طبری
- ۱۱۶۰ قبل از هجرت - آزادی اسیران بنی اسرائیل در بابل به فرمان کوروش بزرگ، پس از تسخیر این شهر
- ۱۳۰۰ - تسلیم شدن خالو قربان، از کمونیست‌های خائن به نهضت میرزاکوچک خان جنگلی، به قزاق‌های رضاخان میرپنج در رشت
- ١٣٠٢ - تاسیس کمپانی والت دیزنی در بربنک کالیفرنیا
- ۱۳۰۶ - کلنگ احداث ایستگاه راه‌آهن تهران توسط رضاشاه پهلوی
- ۱۳۳۰ - مسکوت گذاشتن پیش‌نویس قطعنامه دولت انگلستان توسط شورای امنیت سازمان ملل متحد برای صادر شدن حکم دیوان داوری لاهه، پنج روز پس از سخنرانی دکتر محمد مصدق در دفاع از حقوق ملت ایران در مورد ملی شدن صنعت نفت
- ۱۳۳۲ - افتتاح سد کوهرنگ، در دره شیخ علی خان، در اصفهان
- ۱۳۶۵ - حادثه ۲۳ مهر ۱۳۶۵ فروند بوئینگ ۷۳۷
- ۱۳۸۷ - آلبوم یه شاخه نیلوفر محسن چاوشی به صورت رسمی در روز ۲۳ مهرماه انتشار یافت. یه شاخه نیلوفر نخستین آلبوم رسمی یک خواننده زیرزمینی است که توانسته‌است از وزارت فرهنگ و ارشاد اسلامی مجوز پخش بگیرد[۱][۲]
- ۱۳۹۳ - زمین‌لرزه مهر ۱۳۹۳ مورموری
- ۱۳۹۸ - رقابت ۲۳ مهر ۱۳۹۸ تیم ملی فوتبال ایران با تیم ملی فوتبال بحرین در مرحله مقدماتی جام جهانی فوتبال ۲۰۲۲ (آسیا) و مرحله مقدماتی جام ملت‌های آسیا ۲۰۲۳
- ۱۴۰۱ - آتش‌سوزی زندان اوین

## زادروزها
- ۱۳۶۲ - داود احمدی مونس، کارتونیست و کاریکاتوریست

## درگذشت‌‌ها
- ۱۱۴۵ - حزین لاهیجی، فقیه، ادیب و شاعر
- ۱۳۵۷ - نورالدین اشنی، فقیه و حقوقدان
- ۱۳۶۱ - عطاالله اشرفی‌اصفهانی، روحانی
- ۱۳۹۵ - کمال حبیب‌اللهی، آخرین فرمانده نیروی دریایی شاهنشاهی ایران